# Giovanni Merlini
Ne doit pas être confondu avec Jean Merlini.
Giovanni Merlini, né le 27 mai 1962 à Minusio, est une personnalité politique suisse, membre du parti libéral-radical et conseiller national.

## Biographie
Il étudie le droit à l’Université de Berne, et obtient une licence en 1988, puis un doctorat. Il passe ensuite le barreau d’avocat et le brevet de notaire, et ouvre sa propre étude dans sa ville natale. 
À l’armée, il est capitaine et a servi comme auditeur dans la justice militaire. 

## Parcours politique
Il s’engage d’abord dans les jeunes libéraux-radicaux tessinois, dont il est président de 1991 à 1995. Sa première charge politique commence en même temps, comme conseiller communal (législatif) de Minusio jusqu’en 1996. Il est ensuite conseiller municipal (exécutif) pendant 4 ans, et prend la présidence du parti libéral-radical tessinois de 2000 à 2010. Dès 1995, il est élu député au Grand Conseil du Tessin, ce qu’il restera jusqu’en 2011,.
En 2011, il se présente aux élections fédérales et arrive premier des viennent-ensuite de sa liste. Lorsque Fulvio Pelli décide de démissionner, il le remplace au Conseil national le 10 mars 2014.